# بیل نای (بازیگر)
ویلیام فرانسیس نای (به انگلیسی: William Francis Nighy) که با نام بیل نای شناخته می‌شود، یک بازیگر سینما، تئاتر و کمدین انگلیسی است. او از اوایل سال ۱۹۸۰، کار خود را در سینما و تلویزیون شروع کرد اما از سال ۲۰۰۳ با بازی در فیلم در واقع عشق به شهرت رسید و از آن به بعد در فیلم‌هایی همچون دزدان دریایی کارائیب: صندوقچه مرد مرده و دزدان دریایی کارائیب: پایان جهان در نقش دیوی جونز و سری فیلم‌های دنیای مردگان در نقش ویکتور ایفای نقش کرده‌است. او همچنین در فیلم‌های انسان بودن، شبح اپرا، اما، هدف وحشی، قایقی که راک پخش می‌کرد، بهترین آن‌ها، کتاب‌فروشی، روزنه امید، مو خشک‌کن و رایلی، تک‌خال جاسوس‌ها هم بازی کرده‌است.

## زندگی
بیل نای زاده ۱۲ دسامبر ۱۹۴۹، در کترهام، سوری شهری در جنوب شرق انگلستان است. مادر او کاترین جوزفین زاده گلاسگو و یک پرستار در روان‌پزشکی بود. پدرش آلفرد مارتین نای یک گاراژ ماشین را اداره می‌کرد. او فرزند کوچک خانواده بود و دارای یک خواهر و برادر بزرگتر به نام‌های آنا و مارتین است. در نوجوانی دوست داشت یک نویسنده شود و ارنست همینگوی را الگوی خود قرار داده بود. اما توسط دختری به مدرسه تئاتر برده شد و به‌طور اتفاقی تبدیل به یک بازیگر شد.

## بخشی از جوایز
برنده بفتای بهترین بازیگر نقش مکمل مرد برای فیلم در واقع عشق در نقش بیلی مک در سال ۲۰۰۳